# Paula Mollenhauer
Paula Mollenhauer (ur. 22 grudnia 1908 w Hamburgu, zm. 7 lipca 1988 tamże) – niemiecka lekkoatletka specjalizująca się w rzucie dyskiem, dwukrotna uczestniczka letnich igrzysk olimpijskich (Amsterdam 1928, Berlin 1936), brązowa medalistka olimpijska z Berlina w rzucie dyskiem.

## Sukcesy sportowe
- dziesięciokrotna medalistka mistrzostw Niemiec w rzucie dyskiem – trzykrotnie złota (1929, 1931, 1943), trzykrotnie srebrna (1928, 1935, 1936) oraz czterokrotnie brązowa (1930, 1933, 1934, 1938)[1]

| Rok  | Miasto    | Zawody               | Konkurencja  | Wynik         |
| ---- | --------- | -------------------- | ------------ | ------------- |
| 1928 | Amsterdam | Igrzyska olimpijskie | rzut dyskiem | 12. miejsce   |
| 1936 | Berlin    | Igrzyska olimpijskie | rzut dyskiem | brązowy medal |
| 1938 | Wiedeń    | Mistrzostwa Europy   | rzut dyskiem | brązowy medal |

## Rekordy życiowe
- rzut dyskiem – 43,58 – Brunszwik 05/08/1939[2]